# Stephan Ladislaus Endlicher
Stephan Ladislaus Endlicher (24 de juny de 1804, Preßburg - 28 de març de 1849, Viena) fou un botànic d'Àustria, numismàtic i sinòleg. Fou director del Jardí Botànic de Viena.
Estudià teologia i rebé els ordes menors. El 1828 treballà a la Biblioteca Nacional d'Àustria per reorganitzar-ne la col·lecció de manuscrits. Concurrentment estudià història natural, en particular botànica, i llengües de l'Est Asiàtic, escrivint fonaments de la gramàtica xinesa.
El 1840 fou professor i director del Jardí Botànic de Viena. Escrigué una descripció detallada del Regne Vegetal, segons el sistema natural, per aquella època una excel·lent descripció. Com ho proposà Endlicher, conté imatges al text. Fou publicat juntament amb la reimpressió de "Fonaments de Botànica" ("Grundzüge de Botanik") de Franz Unger.
Fou un pilar fonamental en establir l'Acadèmia Imperial de Ciències (Akademie der Wissenschaften), però es decebé en les seves expectatives en ser-ne nomenat president el Baró Joseph Hammer von Purgstall, i renuncià en una baralla.
Conegut liberal, fou mitjancer durant la revolució del 1848, però fou forçat a anar-se'n de Viena per un temps. El 1848 fou membre del Parlament de Frankfurt i assembleista a Kroměříž.
Conformà el diari botànic Annalen des Wiener Museums der Naturgeschichte (1835 i segueix).
Descrigué molts nous gèneres de plantes, potser la seva més notable disquisició fou el gènere Sequoia. El gènere Endlicheria de la família de les lauràcies fou anomenat així en honor seu.

## Treballs destacats
- Genera Plantarum Secundum Ordines Naturales Disposita (1836-50)
- Enumeratio plantarum quas in Novae Hollandiae ora austro-occidentali ad fluvium Cygnorum et in sinu Regis Georgii collegit Carolus Liber Baro de Hügel (1837)
- Synopsis Coniferarum (1847)